# Wolfgang Brezinka
Wolfgang Brezinka (ur. 9 czerwca 1928 w Berlinie, zm. 3 stycznia 2020 w Telfes im Stubai) – niemiecki pedagog i filozof, profesor uniwersytetów Würzburskiego i Fryburskiego.

## Kariera zawodowa
Po studiach odbytych w Salzburgu i Innsbrucku w 1951 uzyskał doktorat filozofii. W 1954 habilitował się na Uniwersytecie Würzburskim. Od 1958 jest profesorem w Würzburgu, od 1960 w Innsbrucku, a od 1967 w Konstancji. Badania naukowe o charakterze pedagogicznym prowadził w Stanach Zjednoczonych na uniwersytetach Columbia i Harvarda w latach 1957–1958. W 1983 i 1990 był profesorem wizytującym na wydziale filozoficzno-teologicznym w Bressanone. W 1984 objął profesurę na Uniwersytecie we Fryburgu. Za działalność został odznaczony niemieckim Federalnym Krzyżem Zasługi ze wstęgą (1996).

## Zainteresowania naukowe
Główne zainteresowania badawcze Brezinka koncentrują się na zagadnieniach związanych z krytyczną teorią przyjętą przez niego jako metateoria wychowania. W swoich pracach poddaje ostrej krytyce pedagogikę stosowaną w krajach zachodnioeuropejskich, wskazując jednocześnie, iż wychowanie powinno opierać się na zasadach moralności chrześcijańskiej. W badaniach naukowych zwraca uwagę na warunki i cele wychowania, a jako nadrzędny cel uznaje przygotowanie do życia, pojmowane jako zrozumienie jego sensu, uzyskanie zaufania do świata poprzez samodyscyplinę oraz pracowitość i indywidualny wysiłek jednostki. Jako podstawowe ogniwo społeczeństwa pluralistycznego traktuje rodzinę.

## Publikacje
- Erziehung als Lebenshilfe - Eine Einführung in die pädagogische Situation, 1957
- Der Erzieher und seine Aufgaben, 1966
- Von der Pädagogik zur Erziehungswissenschaft, 1971
- Die Pädagogik der Neuen Linken, 1972
- Grundbegriffe der Erziehungswissenschaft, 1974
- Metatheorie der Erziehung, 1978
- Erziehung in einer wertunsicheren Gesellschaft, 1986
- Erziehungsziele, Erziehungsmittel, Erziehungserfolg, 1976
- Aufklärung über Erziehungstheorien. Beiträge zur Kritik der Pädagogik, 1989
- Glaube, Moral und Erziehung, 1992
- Pädagogik in Österreich. Die Geschichte des Faches an den Universitäten vom 18. bis zum 21. Jahrhundert, 2000
- Erziehung und Pädagogik im Kulturwandel, 2003